# Peter Frampton

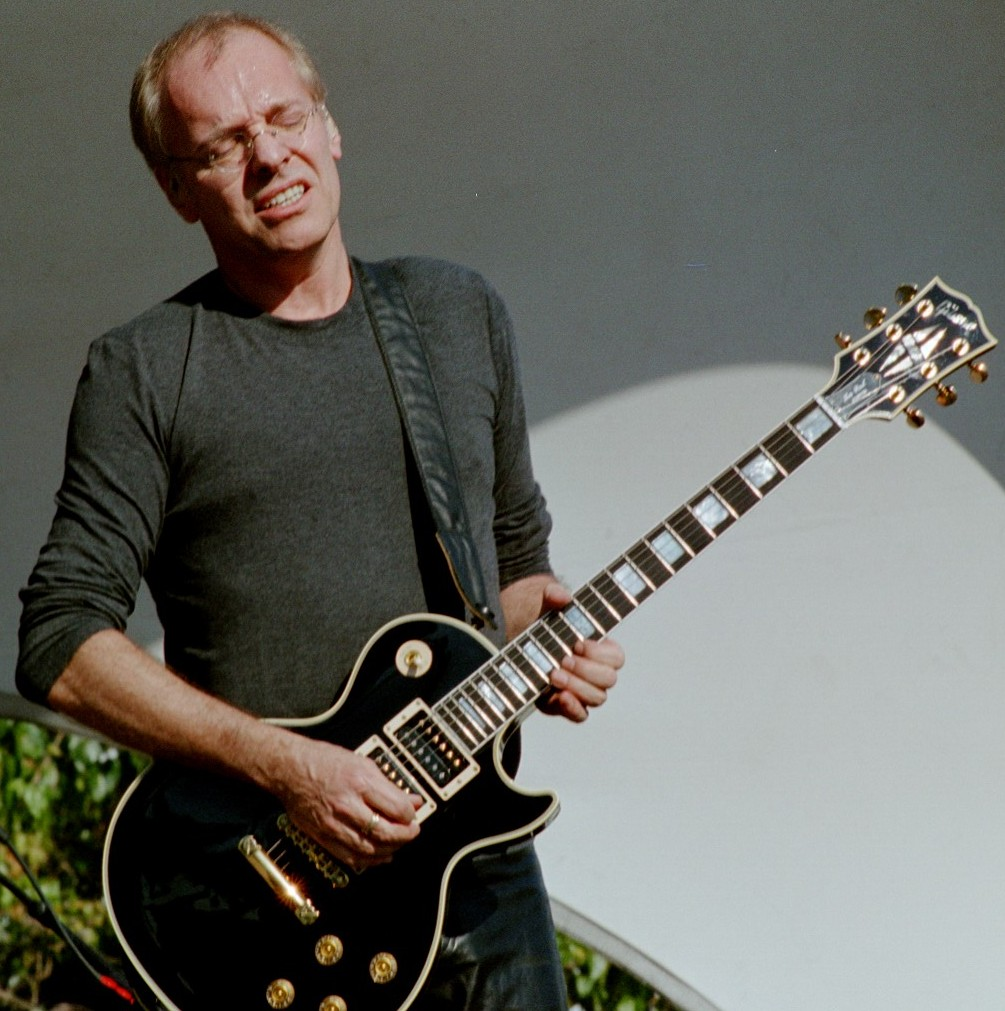
Frampton előadás közben, 2006. szeptemberében

Peter Frampton (teljes nevén Peter Kenneth Frampton) (Bromley, 1950. április 22. – ) angol-amerikai  rockzenész, dalszerző, a Humble Pie együttes egykori tagja. Szólókarrierje is sikeres.

## Pályafutása
1966-ban kezdett zenélni. Énekes, gitáron, szitáron és zongorán játszik.
A következő együttesekkel játszott: Humble Pie, Bee Gees, The Herd, David Bowie, Ringo Starr & His All-Starr Band, Bill Wyman's Rhythm Kings, Ten Commandos
Frampton a következő sikereivel vált ismertté: „Breaking All the Rules”, „Show Me the Way”, „Baby, I Love Your Way”, „Do You Feel Like We Do”, és  „I'm in You”.

## Diszkográfia
- Wind of Change (1972)
- Frampton's Camel (1973)
- Somethin's Happening (1974)
- Frampton (1975)
- Frampton Comes Alive! (1976)
- I'm in You (1977)
- Where I Should Be (1979)
- Rise Up (1980)
- Breaking All the Rules (1981)
- The Art of Control (1982)
- Premonition (1986)
- When All the Pieces Fit (1989)
- Peter Frampton (1994)
- Frampton Comes Alive! II (1995)
- Now (2003)
- Fingerprints (2006)
- Thank You Mr. Churchill (2010)
- Hummingbird in a Box (2014)
- Acoustic Classics (2016)
- All Blues (2019)